# Vông vang
Vông vang hay còn gọi bông vang, bông vàng, bụp vang, hoàng quỳ (danh pháp hai phần: Abelmoschus moschatus) là loài cây thuốc và cây lấy tinh dầu thuộc họ Cẩm quỳ được Medik. mô tả khoa học lần đầu năm 1787. Đây là loài bản địa của Ấn Độ.
Hạt vông vang có thể cho tinh dầu giống mùi xạ hương, tuy nhiên hiện nay đã bị cấm sử dụng do không an toàn đối với người. Vông vang cũng được dùng làm thuốc.

## Hình ảnh

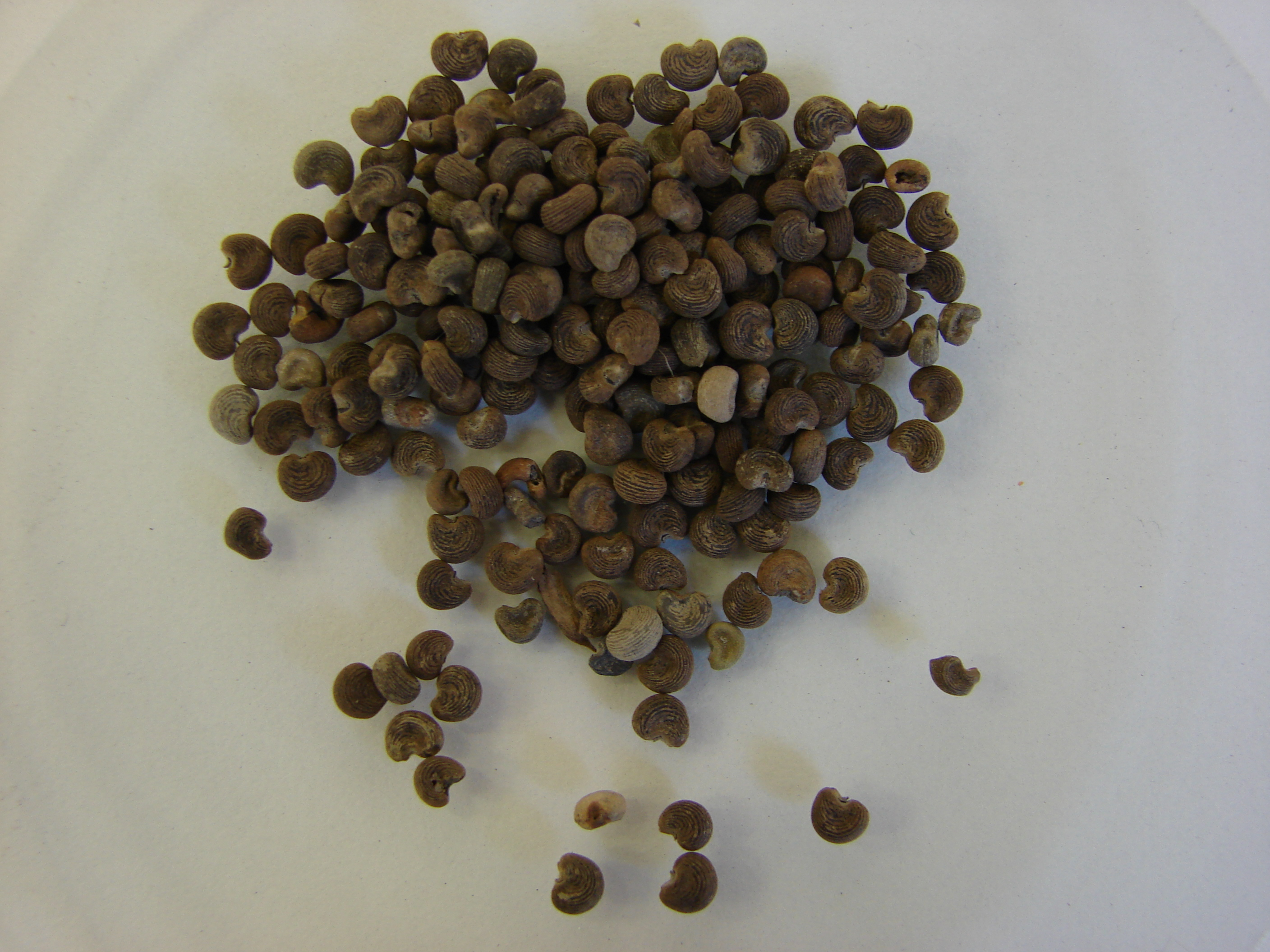
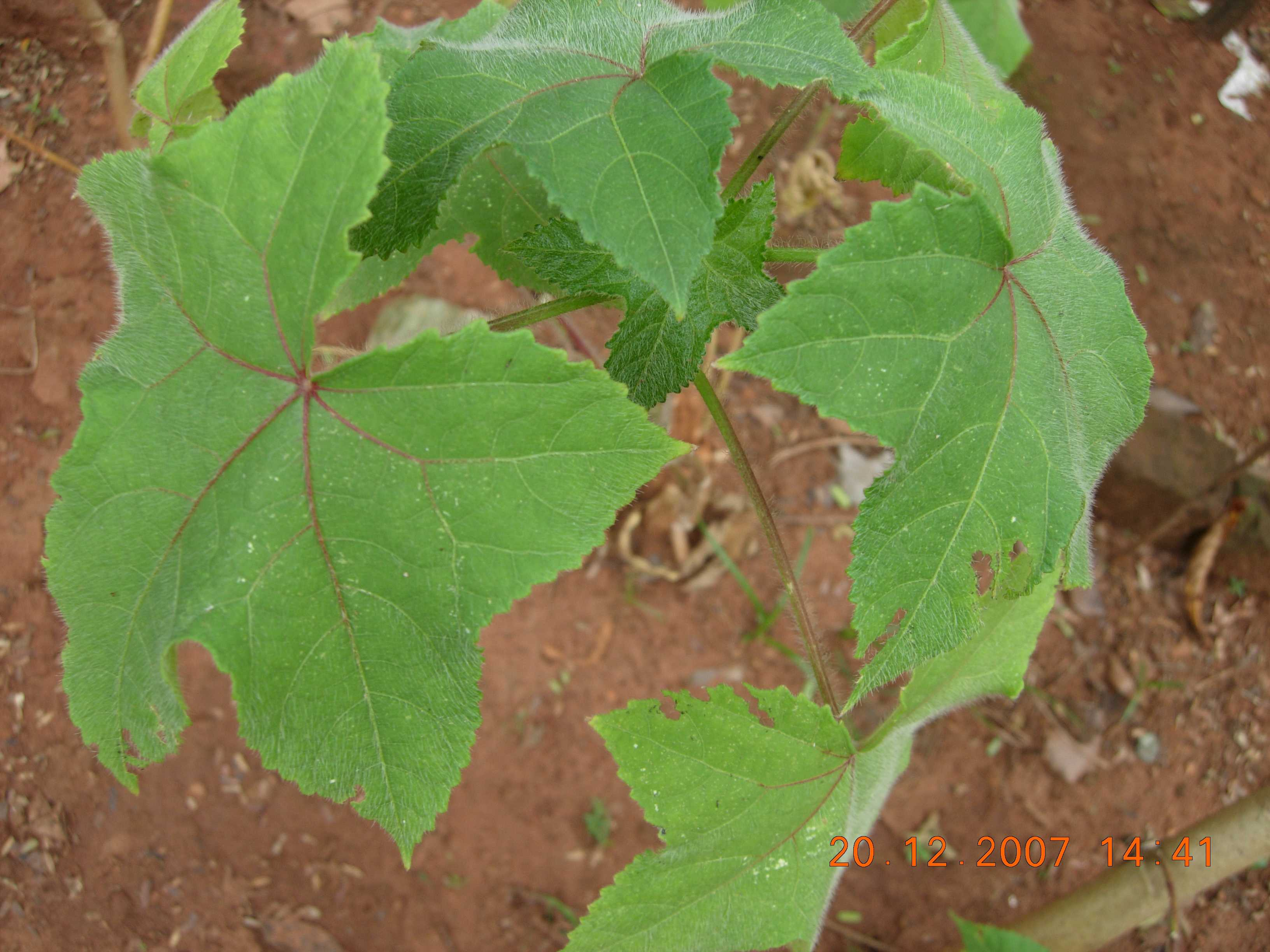
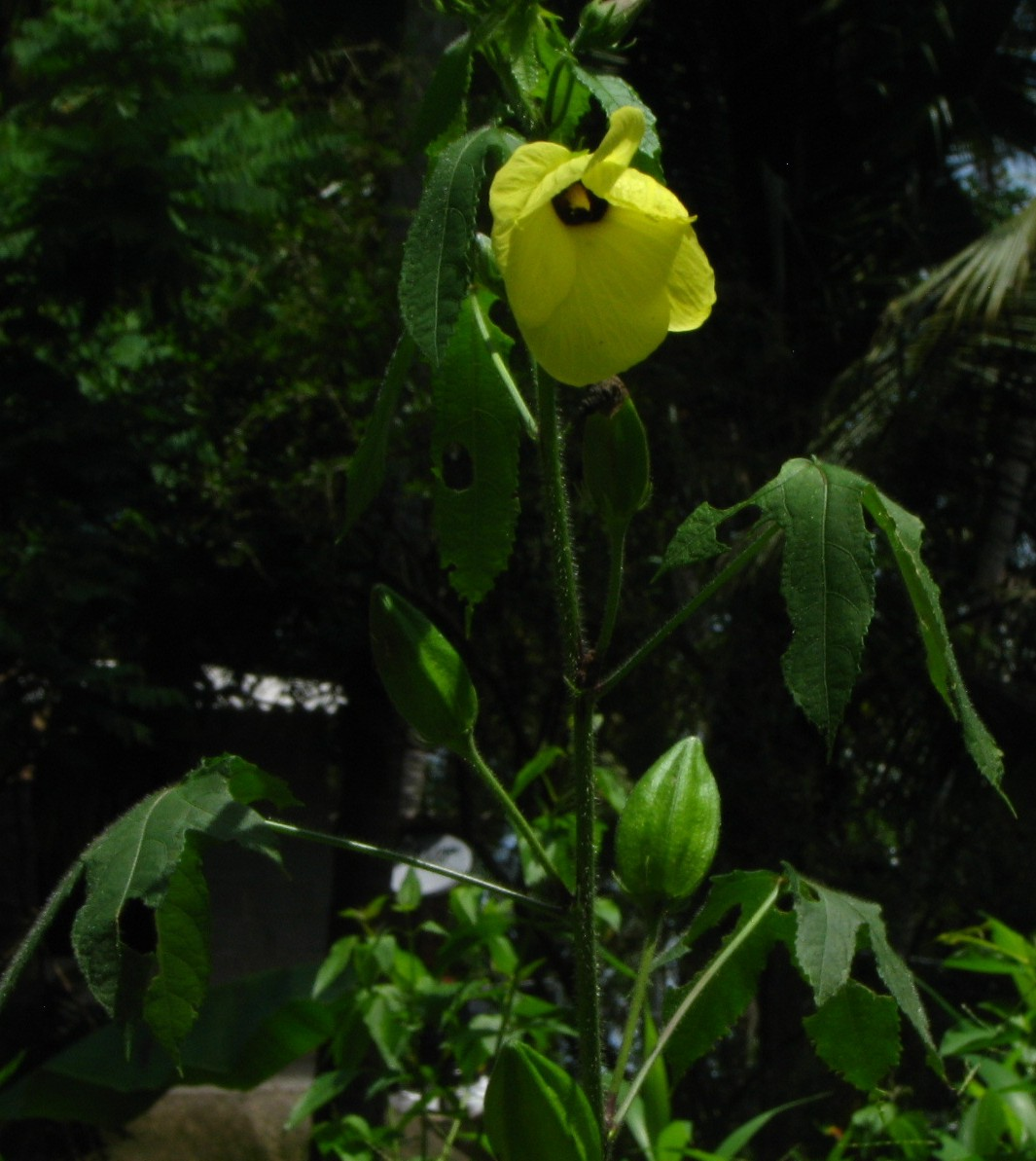
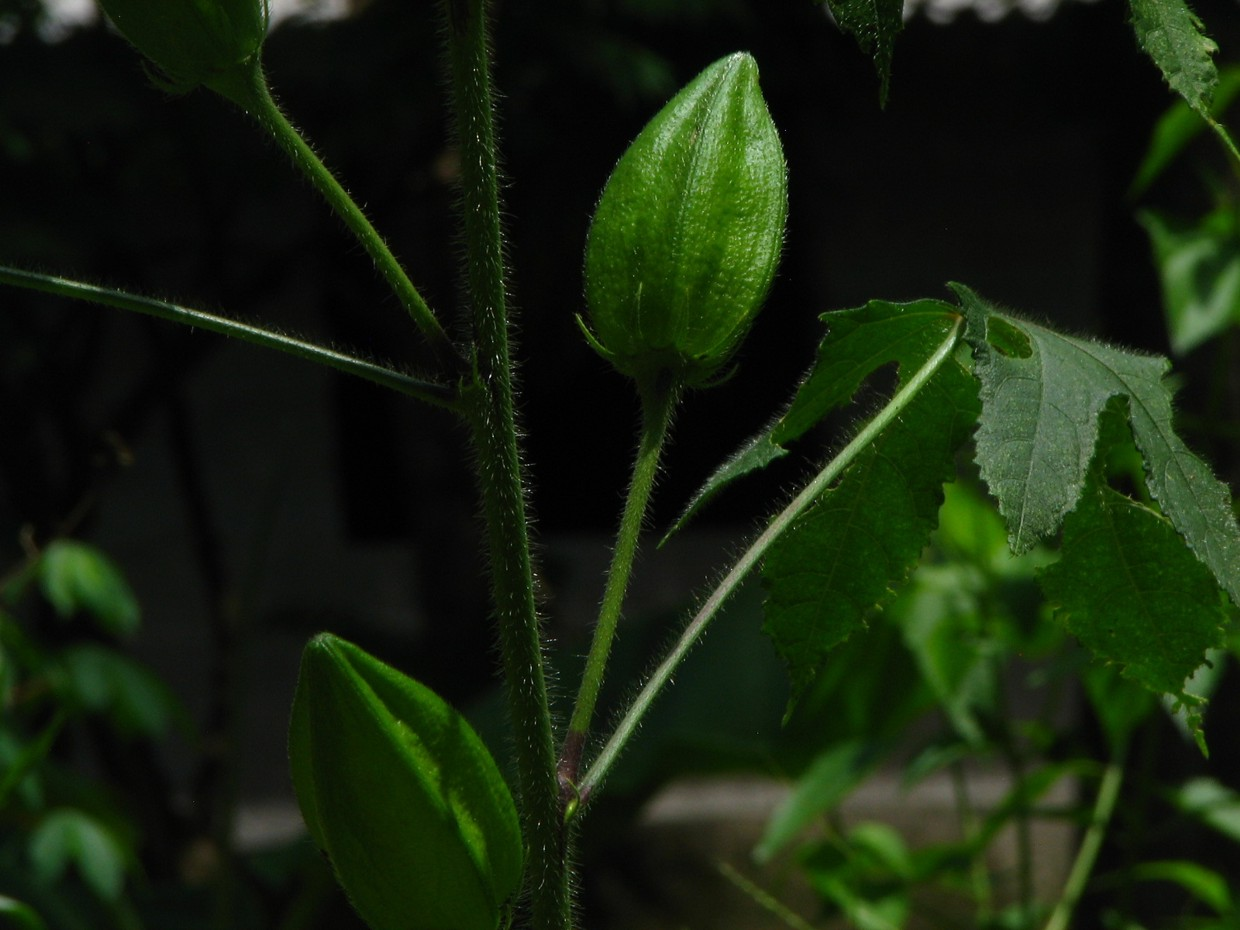
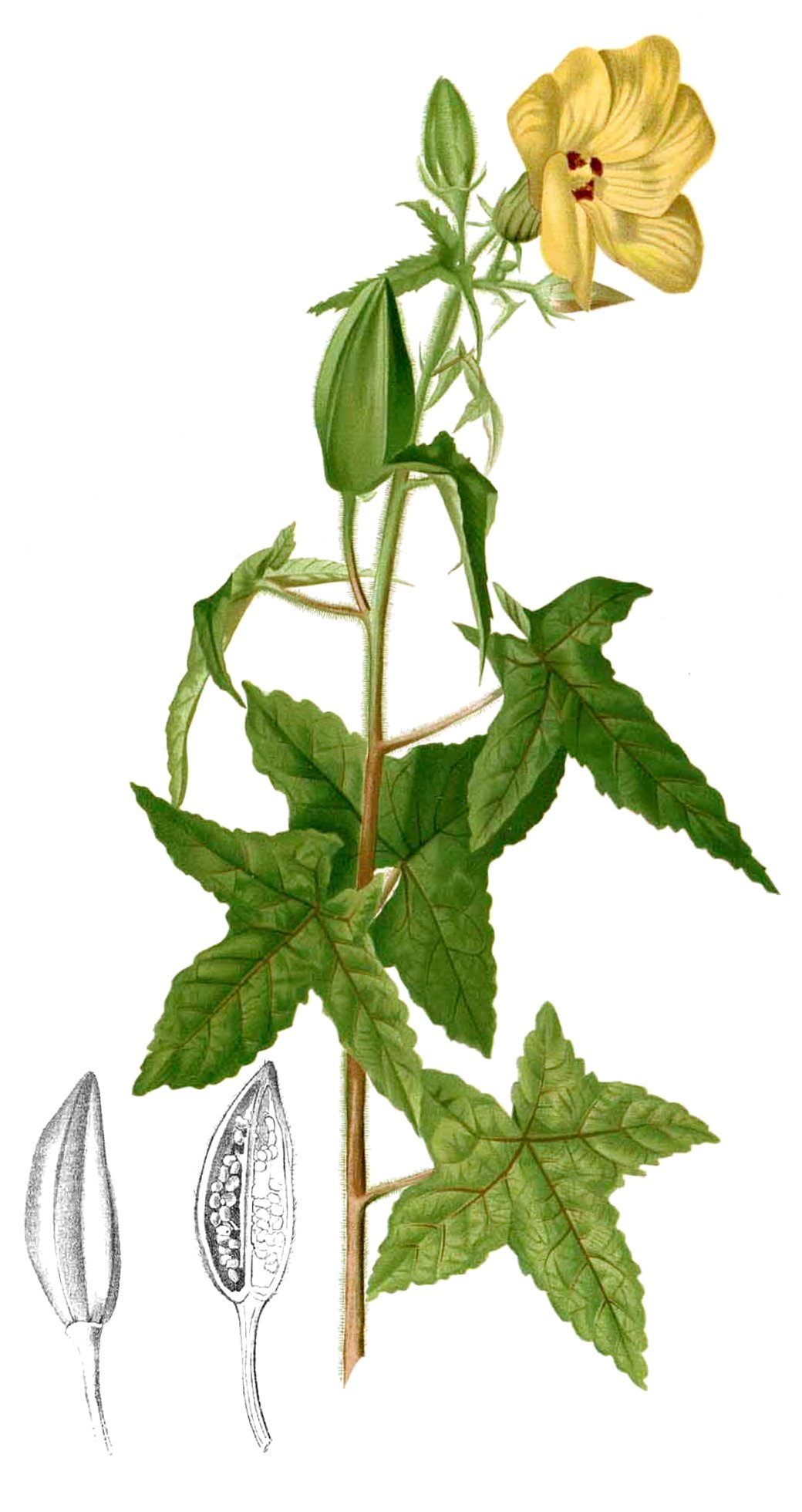